# Eupithecia lechriotorna
Eupithecia lechriotorna es una especie de polilla de la familia Geometridae. La especie fue descrita por primera vez por Harrison Gray Dyar habiendo sido descrita en 1922, con distribución en México. El holotipo de la especie fue descrita en Cuernavaca.

## Descripción
Es una polilla pequeña con una envergadura de unos 18 milímetros (0,7 plg). El ala anterior es gris claro, más oscura y pardusca en el campo terminal.: Notas 1  Cuenta con una línea subbasal negra, distintiva, más gruesa en la costa y angulada hacia afuera en el pliegue submediano. Cuenta con una gran marca discal semilunar negra. El ala posterior cuenta con una línea media casi recta y un diminuto punto discal.